# Skate Canada 1993
Navigation
Édition précédente Édition suivante
Le Skate Canada (ou Internationaux Patinage Canada) est une compétition internationale de patinage artistique qui se déroule au Canada au cours de l'automne. Il accueille des patineurs amateurs de niveau senior dans quatre catégories: simple messieurs, simple dames, couple artistique et danse sur glace.
Le vingtième Skate Canada est organisé du 4 au 7 novembre 1993 à Ottawa dans la province de l'Ontario. 

## Résultats

### Messieurs
| Rang    | Nom                | Pays           | Points | Prog. court | Prog. libre |
| ------- | ------------------ | -------------- | ------ | ----------- | ----------- |
| 1       | Kurt Browning      | Canada         | 1.5    | 1           | 1           |
| 2       | Mark Mitchell      | États-Unis     | 4.0    | 4           | 2           |
| 3       | Steven Cousins     | Royaume-Uni    | 5.0    | 2           | 4           |
| 4       | Dmytro Dmytrenko   | Ukraine        | 5.5    | 5           | 3           |
| 5       | Oleg Tataurov      | Russie         | 8.5    | 3           | 7           |
| 6       | Marcus Christensen | Canada         | 10.0   | 10          | 5           |
| 7       | Michael Shmerkin   | Israël         | 10.0   | 8           | 6           |
| 8       | Tomoaki Koyama     | Japon          | 12.5   | 9           | 8           |
| 9       | David Liu          | Taipei chinois | 12.5   | 7           | 9           |
| 10      | Jan Erik Digernes  | Norvège        | 16.0   | 12          | 10          |
| 11      | Patrick Reinhardt  | Allemagne      | 16.5   | 11          | 11          |
| Abandon | Éric Millot        | France         |        | 6           |             |

### Dames
| Rang | Nom                | Pays        | Points | Prog. court | Prog. libre |
| ---- | ------------------ | ----------- | ------ | ----------- | ----------- |
| 1    | Chen Lu            | Chine       | 1.5    | 1           | 1           |
| 2    | Olga Markova       | Russie      | 3.5    | 3           | 2           |
| 3    | Karen Preston      | Canada      | 4.0    | 2           | 3           |
| 4    | Krisztina Czakó    | Hongrie     | 6.0    | 4           | 4           |
| 5    | Susan Humphreys    | Canada      | 7.5    | 5           | 5           |
| 6    | Charlene Von-Saher | Royaume-Uni | 11.0   | 10          | 6           |
| 7    | Alice Sue Claeys   | Belgique    | 12.0   | 6           | 9           |
| 8    | Marie-Pierre Leray | France      | 12.5   | 11          | 7           |
| 9    | Astrid Hochstetter | Allemagne   | 14.5   | 13          | 8           |
| 10   | Michelle Cho       | États-Unis  | 14.5   | 9           | 10          |
| 11   | Elena Liashenko    | Ukraine     | 14.5   | 7           | 11          |
| 12   | Alma Lepina        | Lettonie    | 16.0   | 8           | 12          |
| 13   | Kumikor Koiwai     | Japon       | 19.0   | 12          | 13          |

### Couples
| Rang | Nom                                       | Pays               | Points | Prog. court | Prog. libre |
| ---- | ----------------------------------------- | ------------------ | ------ | ----------- | ----------- |
| 1    | Ekaterina Gordeeva / Sergueï Grinkov      | Russie             | 1.5    | 1           | 1           |
| 2    | Radka Kovaříková / René Novotný           | République tchèque | 3.0    | 2           | 2           |
| 3    | Michelle Menzies / Jean-Michel Bombardier | Canada             | 4.5    | 3           | 3           |
| 4    | Elena Berejnaïa / Oleg Shliakhov          | Lettonie           | 7.0    | 6           | 4           |
| 5    | Danielle McGrath / Stephen Carr           | Australie          | 7.5    | 5           | 5           |
| 6    | Oksana Kazakova / Dmitri Sukhanov         | Russie             | 8.0    | 4           | 6           |
| 7    | Kristy Sargeant / Kris Wirtz              | Canada             | 11.0   | 8           | 7           |
| 8    | Marina Khalturina / Andrei Kroukov        | Kazakhstan         | 11.5   | 7           | 8           |
| 9    | Elena Belousovskaya / Igor Maliar         | Ukraine            | 14.0   | 10          | 9           |
| 10   | Jennifer Perez / John Fredericksen        | États-Unis         | 15.5   | 9           | 11          |
| 11   | Dana Mednick / Jason Briggs               | Royaume-Uni        | 16.0   | 12          | 10          |
| 12   | Line Haddad / Sylvain Privé               | France             | 17.5   | 11          | 12          |

### Danse sur glace
| Rang | Nom                                       | Pays               | Points | Danse imposée 1 | Danse imposée 2 | Danse originale | Danse libre |
| ---- | ----------------------------------------- | ------------------ | ------ | --------------- | --------------- | --------------- | ----------- |
| 1    | Sophie Moniotte / Pascal Lavanchy         | France             | 2.0    | 1               | 1               | 1               | 1           |
| 2    | Tatiana Navka / Samuel Gezolian           | Biélorussie        | 4.0    | 2               | 2               | 2               | 2           |
| 3    | Shae-Lynn Bourne / Victor Kraatz          | Canada             | 6.0    | 3               | 3               | 3               | 3           |
| 4    | Margarita Drobiazko / Povilas Vanagas     | Lituanie           | 8.2    |                 |                 |                 |             |
| 5    | Elizaveta Stekolnikova / Dmitri Kazarliga | Kazakhstan         | 10.4   |                 |                 |                 |             |
| 6    | Olena Hrushyna / Ruslan Honcharov         | Ukraine            | 11.6   |                 |                 |                 |             |
| 7    | Marika Humphreys / Justin Lanning         | Royaume-Uni        | 14.8   |                 |                 |                 |             |
| 8    | Radmilla Chrobokova / Milan Brzy          | République tchèque | 16.0   |                 |                 |                 |             |
| 9    | Amy Webster / Ron Kravette                | États-Unis         | 17.4   |                 |                 |                 |             |
| 10   | Olga Ganicheva / Maxim Kachanov           | Russie             | 19.6   |                 |                 |                 |             |
| 11   | Angelika Führing / Peter Wilczek          | Autriche           | 22.2   |                 |                 |                 |             |
| 12   | Anastasia Grebenkova / Erik Samovitch     | Lettonie           | 23.8   |                 |                 |                 |             |

## Sources
- Patinage Magazine no 40 (Décembre 1993-Janvier/Février 1994)